# 安義県
安義県（あんぎ-けん）は中華人民共和国江西省南昌市に位置する県。

## 地理
安義県は江西省北西部に位置し、東は湾里区、南は高安市、南西は奉新県、北西は靖安県、東北は永修県と接している。

## 歴史
前223年、秦朝により中国全土に36郡が設置された際、県域は九江郡の管轄とされた。漢代になると豫章郡の管轄したとなり現在の県域は海昏県の一部とされた。後漢になると海昏県は海昏国と改編、185年（中平2年）に海昏県より永修県が分割され、県域を管轄した。
589年（開皇9年）、永修県は豫寧県、新呉県、艾県と統合され建昌県となり洪州（後に豫章郡と改称）の管轄とされた。622年（武徳5年）、唐朝は建昌県より竜安県を分割、現在の安義県の前身となった。1518年（正徳13年）、安義県と改称されている。
1914年（民国3年）、中華民国北京政府により道制が施行されると潯陽道の管轄とされたが、1926年（民国15年）に南京国民政府により道制が廃止されると山西省の直轄とされた。
1949年に中華人民共和国が成立すると安義県は南昌専区（1958年に宜春地区と改称）の管轄とされた。1983年9月30日に南昌市に移管され現在に至る。

## 行政区画
- 鎮:竜津鎮、万埠鎮、石鼻鎮、鼎湖鎮、長埠鎮、東陽鎮、黄洲鎮
- 郷:喬楽郷、長均郷、新民郷

## 交通

### 道路
- 高速道路
  - S40 昌銅高速道路
- 国道
  - G105国道

## 教育
- 省重点高中 : 1校
- 普通高中 : 1校
- 私立高中 : 1校
- 初級中学 : 14校
- 小学校 : 98校
- 特殊教育学校 : 1校
- 教師進修学校 : 1校